# 卡斯泰利诺塔纳罗
卡斯泰利诺塔纳罗（義大利語：Castellino Tanaro），是意大利库内奥省的一个市镇。总面积11平方公里，人口339人，人口密度30.8人/平方公里（2009年）。ISTAT代码为004052。

## 友好城市
- 法國法利孔